# Willis O'Brien
Willis Harold O'Brien (Oakland (Califòrnia), 2 de març del 1886 - Los Angeles (Califòrnia), 8 de novembre del 1962) va ser un pioner estatunidenc en efectes especials i en animació stop-motion, tot i que va treballar en altres camps cinematogràfics.
D'acord amb ASIFA-Hollywood «va ser responsable de les millors i més conegudes imatges de la història del cinema». És recordat per treballs com El món perdut (1925), King Kong (1933) i El gran goril·la (1949), amb la qual va guanyar l'any 1950 el Premi de l'Acadèmia pels Millors Efectes Visuals. Va estar treballant del 1915 al 1962.
Va casar-se dos cops, amb Hazel Ruth Collette (1925–1930), matrimoni que va acabar en divorci i amb Darlyne Prenett (1933–1962), amb qui romangué fins a la mort.

## Biografia[1]

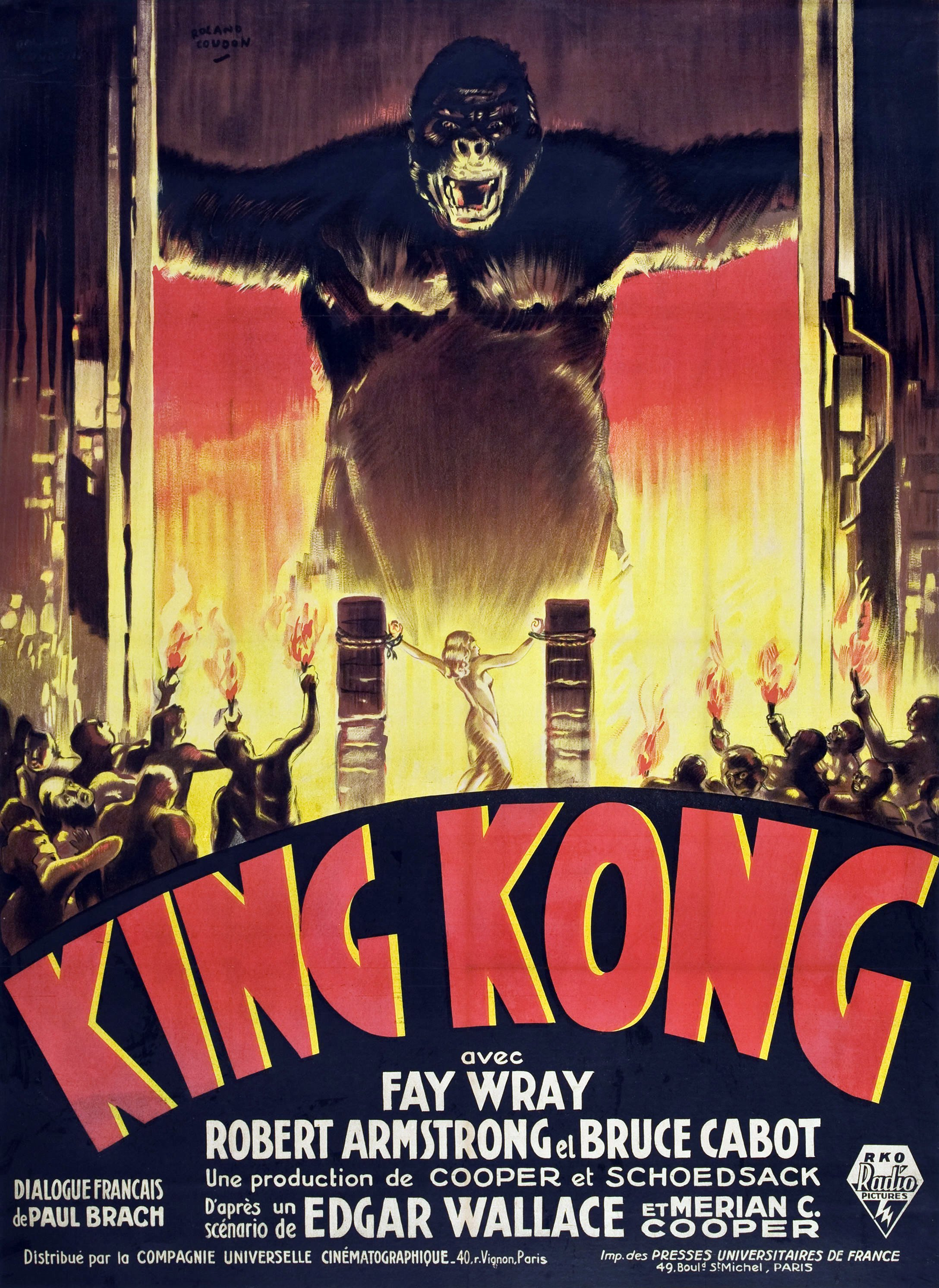
Cartell de la pel·lícula King Kong (1933)

Willis O'Brien va néixer a Okland, Califòrnia. Va marxar de casa als onze anys per treballar en ranxos de bestiar, i als tretze anys tornà a marxar per fer una diversitat d'oficis, com peó de granja, treballador de fàbrica, caçador, cowboy i cambrer. Durant aquest temps, també va competir en rodeos i s'aficionà als dinosaures mentre treballava a la regió del Crater Lake fent de guia per a paleontòlegs.
Passava el seu temps lliure esculpint i dibuixant. Aquest talent natural li va permetre obtenir feina com a dibuixant en un despatx d'arquitectes, i posteriorment com a il·lustrador d'esports al Dialy News de San Francisco. Mentrestant, va fer de boxejador professional, guanyant els seus primers nou combats, però es retirà en perdre el desè. Posteriorment va treballar en els ferrocarrils, primer com a encarregat dels frens i després com a agrimensor. També, com a escultor professional de marbre, va treballar d'assistent de l'arquitecte en cap de la Fira Mundial de San Francisco l'any 1915, on algunes de les seves obres es van exposar. Durant aquest temps va fer models, d'un dinosaure i un home de les cavernes, que va animar amb l'ajuda d'un càmera de curts noticiaris. Herman Wobber, expositor de San Francisco, va veure el seu metratge de 90 segons i va encarregar-li el seu primer film, The Dinosaur and the Missing Link: A Prehistoric Tragedy (1915), amb un pressupost de 5.000 dòlars.
Thomas Edison va quedar impressionat pel film, i O'Brien va ser contractat per l'empresa Edison per animar una sèrie de curts fílmics de tema prehistòric, que van incloure R.D.F. 10.000 B.C. i Prehistoric Poultry (ambdós del 1917). Durant aquest temps, també va treballar en altres produccions de l'empresa Edison, The Puzzling Billboard (de Sam Lloyd) i Nippy's Nightmare, també del 1917, que foren les primeres pel·lícules que combinaren models de stop motion i actors reals. Aquests films li van obrir portes a nous encàrrecs, com el de Hebert M. Dawley per a escriure, dirigir, co-protagonitzar i produir els efectes per a una altra pel·lícula de dinosaures, The Ghost of Slumber Mountain (1918), amb un pressupost de 3.000 dòlars. La col·laboració no va sortir bé i Dawley va escurçar el film (de 45 a 11 minuts), i es va atribuir el pioner treball d'O'Brien en els efectes, que combinava animació realista en stop-motion de maquetes prehistòriques, i acció en viu. El film va recaptar 100.000 dòlars. Més tard, Dawley va utilitzar el metratge descartat en una seqüela, Along the Moonbeam Trail (1920) i en el documental Evolution (1923), sense que l'O'Brien rebés gaire compensació econòmica per l'èxit dels projectes.
No obstant això, el film va ajudar-lo a assegurar-ne la participació a El món perdut de Harry O.Hoyt. Per al seus primers films curts, O'Brien creava els seus personatges amb fang, per bé que en la seva carrera futura utilitzà en Richard i en Marcel Delgado per crear models de stop motion molt més detallats (basats en els dissenys del mateix O'Brien) els quals construïen amb cos de pell de cautxú i articulacions de metall. Els models tenien un globus dintre de l'esquelet que podia inflar-se i desinflar-se per donar la il·lusió de respirar. Arthur Conan Doyle, que apareixia al pròleg del film El món perdut, basat en la seva novel·la homònima, mostrava als seus amics un carret del film, dient que era metratge de dinosaures vius per tal que creguessin que el seu llibre estava basat en fets reals.
O'Brien es va casar amb Hazel Ruth Collete en el 1925 i van tenir dos fills, William i Willis Jr. El matrimoni no va ser gaire feliç, perquè sembla que O'Brien va ser obligat a contraure'l, i es rebel·là contra la situació per mitjà de la beguda, el joc i les relacions extra-matrimonials. La parella es va divorciar l'any 1930 i els nens es van quedar amb la mare, que començava a mostrar trastorns psíquics. L'any 1931, van diagnosticar càncer i tuberculosi a Hazel, mentre que el seu fill William també va contraure tuberculosi, que portà a què quedés cec d'un ull primer, i de l'altre després.
Durant aquest temps, O'Brien va treballar amb Hoyt en una sèrie de projectes (que després es van cancel·lar) que incloïen Atlantis per a First National Studio; Frankenstein; i Creation, per a RKO Pictures, la qual va ser cancel·lada l'any 1931 amb només 20 minuts de metratge amb efectes per mostrar per a un cost de 120.000 dòlars. El cap dels estudis, Merian C. Cooper, va recomanar la cancel·lació del projecte d'O'Brien, ja que va trobar que la història era avorrida però que el treball amb efectes era impressionant i que podria utilitzar-ho per desenvolupar el seu propi projecte d'un goril·la gegant lluitant amb dragons de komodo. O'Brien i els models de dinosaures que havia creat pel projecte que es va cancel·lar, va servir per al muntatge de la seva pel·lícula més recordada, King Kong (1933).
L'èxit de King Kong va permetre als estudis realitzar una seqüela, Son of Kong (també el 1933), que el mateix O'Brien va descriure com a "cursi". Amb un pressupost limitat i un curt temps de producció, O'Brien va decidir deixar el treball d'animació en mans del seu assistent i va demanar a l'estudi que no li atribuïssin el projecte. Mentre feia una de les seves visites diàries al plató, O'Brien, que s'havia mantingut proper als seus dos fills després de la seva separació, va convidar Willis Jr. i l'ara completament cec William per fer anar els models de Kong i els dinosaures. Unes setmanes després d'aquesta visita, la seva ex-dona va disparar als seus fills William i Willis Jr. i després es va voler suïcidar. L'intent de suïcidi va fallar i no va morir fins un any després a causa de la tuberculosi que la debilitava. Una fotografia publicitària d'O'Brien que es va prendre llavors, reflectia l'angoixa en el seu rostre. Hazel Ruth Collete va estar en el pavelló carceller de l'Hospital General de Los Angeles fins a la seva mort l'any 1934. El 17 de novembre del mateix any, O'Brien va casar-se amb la seva segona dona, Darlyne Prenett, amb qui va estar fins al dia de la seva mort.
O'Brien va continuar treballant amb Merian C. Cooper als estudis RKO en uns quants projectes que incloïen The Last Days of Pompeii (1935) i Dancing Pirate (1936), la qual va ser la primera producció d'O'Brien en Technicolor. Entre tots dos també van desenvolupar War Eagles, que tractava sobre vikings muntant àguiles prehistòriques lluitant contra dinosaures, projecte que es va cancel·lar perquè Cooper va allistar-se com a coronel a les Forces Armades dels Estats Units a causa de la Segona Guerra Mundial. O'Brien doncs, va treballar amb un projecte d'efectes especials, reutilitzant les cartolines d'emmarcar de Son of Kong. Alguns d'aquests projectes eren Citizen Kane (1914), d'Orson Welles; i Tulips Shall Grow (1942), de George Pal i nominada a l'Oscar a millor curt d'animació. També va treballar en un projecte propi, Gwangi, que tractava sobre cowboys que es trobaven un animal prehistòric “perdut” en una vall, el qual no va poder vendre als estudis.
La pel·lícula El gran goril·la (1949), on O'Brien va treballar com a creador tècnic, va guanyar l'Oscar als millors efectes visuals l'any 1950. El protegit (i successor) d'O'Brien, Ray Harryhausen, va treballar junt amb ell en aquest film i segons diverses fonts, es diu que Harryhausen va fer la major part del treball d'animació.
O'Brien i la seva dona van elaborar el projecte Emilio and Guloso (també anomenada Valley of the Mist), sobre un noi mexicà i el seu toro mascota que salvaven la seva ciutat d'un dinosaure anomenat “Lagarto Grande”, que el productor Jesse L. Lasky volgué promoure, amb O'Brien i Harryhausen, abans de quedar en no-res. O'Brien, posteriorment, va tornar a treballar per a Cooper en la nova corporació Cinerama, amb plans per a fer un remake de la pel·lícula King Kong utilitzant les noves tècniques de pantalla ampla, tot i que va acabar contribuint en el documental This Is Cinerama (1952), projecte que també va acabar en fracàs. O'Brien va treballar amb Harryhausen un últim cop en l'esperada seqüela del documental de dinosaures d'Irwin Allen, The Animal World (1956). Les idees d'O'Brien per Gwangi i Valley of the Mist van poder veure's en la producció d'Edward Nassour i Ismael Rodríguez, The Beast of Hollow Mountain (també el 1956), tot i que ell no va treballar en els efectes del film. O'Brien també va tornar a treballar amb Peterson a The Black Scorpion (1957) i a Behemoth, the Sea Monster o The Giant Behemoth (1959), films que li van costar molta feina.

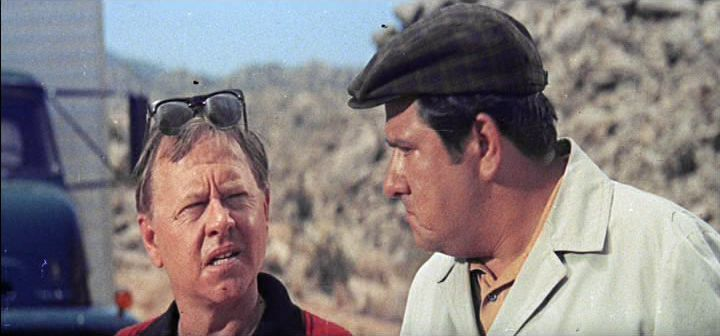
Imatge del tràiler de It's a Mad, Mad, Mad, Mad World (1963)

Allen va contractar O'Brien com a tècnic d'efectes en el remake de The Lost World (1960), tot i que van donar-li poc a fer, ja que el productor va voler col·locar llangardaixos vius en lloc d'animats per stop motion per a simular els dinosaures. Una de les seves idees (King Kong vs. Frankenstein) va desenvolupar-se en el film de Ishiro Honda, King Kong vs. Gozilla (1962) tot i que O'Brien tampoc va participar en la producció. Poc abans de la seva mort, va animar una petita escena de It's a Mad, Mad, Mad, Mad World (1963), on alguns personatges penjaven d'una sortida d'incendis i una escala; tot i que va morir abans de l'estrena.
O'Brien va morir a Los Angeles. L'any 1997, va ser guardonat postumament amb el premi Winsor McCay que donava ASIFA-Hollywood, de l'International Animated Film Society (ASIFA). El premi reconeixia la seva vida i carrera dedicada a l'art de l'animació. El seu cos es va enterrar en el Crematori Capella dels Pins.
L'any 1969, set anys després de la mort d'O'Brien, Harryhausen va acabar el film The Valley of Gwangi, basant-se en la idea que va estar desenvolupant durant aquests set anys. O'Brien va escriure el guió d'una primera versió de la història, que va utilitzar-se a The Beast of Hollow Mountain (1956), tot i que no va encarregar-se dels efectes del film.

## Films i col·laboracions acabades (en ordre coronològic)
- The Dinosaur and the Missing Link: A Prehistoric Tragedy (1915)
- The Birth of a Flivver (1916)
- Morpheus Mike (1916)
- Curious Pets of Our Ancestors (1917)
- In the Villain's Power (1917)
- Mickey and his Goat (1917)
- Mickey's Naughty Nightmares (1917)
- Nippy's Nightmare (1917)
- Prehistoric Poultry (1917)
- The Puzzling Billboard (1917)
- R.F.D. 10,000 B.C. (1917)
- The Ghost of Slumber Mountain (1918)
- El món perdut (The Lost World) (1925)
- King Kong (1933)
- El fill de King Kong (Son of Kong) (1933)
- The Last Days of Pompeii (1935)
- Dancing Pirate (1936)
- Tulips Shall Grow (1942)
- El gran goril·la (Mighty Joe Young) (1949)
- This Is Cinerama (1952)
- The Animal World (1956)
- The Beast of Hollow Mountain (1956)
- The Black Scorpion (US 1957)
- The Cosmic Monster (1958)
- Behemoth, the Sea Monster (1959)
- The Lost World (1960)
- El món és boig, boig, boig (It's a Mad, Mad, Mad, Mad World) (1963)

## Projectes incomplets o inacabats (en ordre alfabètic)
- Atlantis – Desenvolupada per O'Brien i Harry O. Hoyt després de l'èxit de El món perdut l'any 1925.
- Baboon: A Tale about Yeti – Gravada a l'Himàlaia.
- The Bubbles – Que explicava la història de criatures en forma de bombolla a Baja, Califòrnia, que es menjaven tot allò que es trobaven.
- Creation.
- The Eagle- Que tractava sobre una àliga gegant que matava un dinosaure.
- Emilio and Guloso.
- Frankenstein – Basat en la novel·la de terror de Mary Shelley.
- Gwangi – Que va acabar fent-se a The Valley os Gwangi per Ray Harryhausen.
- King Kong vs. Frankenstein – Que va acabar fent-se a King Kong vs. Gozilla (1962).
- Last of the Labrytinthodons – Que tractava sobre monstres marins prehistòrics que atacaven vaixells moderns.
- The Last of the Oso Si-Papu – Que tractava sobre una criatura gegant (semblant a un os) amb la pell de Gila, el monstre que rondava per Arizona.
- Umbah – Que tractava sobre dos indis gegants creats per l'experiment d'un doctor.
- Valley of the Mist.
- The Vines of Ceres.
- War Eagles.

## Altres desenvolupaments professionals
Tot i que O'Brien va ser conegut principalment pel seu treball en stop motion, va desenvolupar (o va ser considerat pioner) altres tècniques que van utilitzar-se molt en els primers films que barrejaven actors reals i animació. Una de les més conegudes es tradueix per “projecció posterior” (back projection o rear projection effect en anglès). Aquesta tècnica funcionava de manera que, en un escenari es gravava un film amb actors en viu mentre que de fons, es projectaven unes imatges animades que li donaven profunditat a les escenes. Un dels films més coneguts on apareix aquesta tècnica, que a més també és un dels més reconeguts d'O'Brien, és King Kong (1933).